# Missionary Man
Missionary Man – singel brytyjskiego duetu Eurythmics, wydany w 1986 roku.

## Ogólne informacje
Piosenka ta była czwartym singlem z albumu Revenge w Europie, lecz pierwszym w Stanach Zjednoczonych. Mimo iż w Wielkiej Brytanii dotarła tylko do 31. miejsca, to stała się sporym przebojem w USA zajmując 14. pozycję na Billboard Hot 100, i był to ostatni tak duży sukces zespołu w tym kraju. Utwór ten, utrzymany w pop-rockowym stylu, był bardzo często grany w rockowych amerykańskich rozgłośniach, będąc pierwszym i jedynym singlem Eurythmics który dotarł do miejsca 1. na liście Mainstream Rock Tracks, i Hot Dance Club Songs. Na stronie B singla wydanego w Wielkiej Brytanii umieszczono koncertową wersję utworu „The Last Time”, a w Ameryce, „Take Your Pain Away”.
W 2016 roku szwedzki zespół Ghost nagrał własną wersję utworu i zamieścił go na minimalbumie Popestar.

## Teledysk
Do piosenki powstał bardzo innowacyjny teledysk, zawierający kilka efektów specjalnych. Był on często emitowany przez MTV. Wyreżyserował go Will Smax.

## Listy przebojów
| Kraj              | Pozycja |
| ----------------- | ------- |
| Wielka Brytania   | 31      |
| Stany Zjednoczone | 14      |
| Kanada            | 13      |
| Irlandia          | 13      |
| Holandia          | 77      |
| Australia         | 9       |
| Nowa Zelandia     | 12      |